# رستم دشمنزيار
رستم دشمنزار كان أرستقراطيًّا ديلميًّا وسلف السلالة الكاكوية. كان اسمه الشخصي رستم، لكنه يُعرف أكثر بلقب دشمنزيار، وهو الصيغة الديلمية للكلمة الفارسية دشمنزار والتي تعني من يجلب الحزن لعدوه.

## السيرة الذاتية
كان رستم شقيق زوجة حاكم البويهيون فخر الدولة البويهية، السيدة شيرين البويهية، والتي كانت إما شقيقة أو على الأرجح ابنة أخ حاكم حاكم الباونديين المرزبان بن رستم.
كان لرستم ابن يُدعى علاء الدولة محمد بن رستم، الذي أسس لاحقًا السلالة الكاكوية في أصفهان. وبسبب خدماته العظيمة لفخر الدولة، كوفئ رستم بأراضٍ في جبال ألبرز تقديرًا لجهوده. وكانت مهمته حماية الري وشمال ولاية الجبال من القادة المحليين في طبرستان.
توفي في تاريخ غير معروف قبل عام 1007، وهو العام الذي أسس فيه علاء الدولة محمد بن رستم السلالة الكاكوية.